# Bičići
Bičići is een plaats in de gemeente Barban in de Kroatische provincie Istrië. De plaats telt 88 inwoners (2001).